# Bảo tàng Đường sắt ở Silesia ở Jaworzyna Śląska
Bảo tàng Đường sắt ở Silesia ở Jaworzyna Śląska (tiếng Ba Lan: Muzeum Kolejnictwa na Śląsku w Jaworzynie Śląskiej) là một bảo tàng tọa lạc tại số 4 Phố Towarowa, Jaworzyna Śląska, huyện Świdnica, tỉnh Dolnośląskie, Ba Lan.

## Lược sử hình thành
Bộ sưu tập các hiện vật của Bảo tàng bắt đầu được thu thập từ năm 1992 bởi PKP với sự hợp tác của Câu lạc bộ những người ủng hộ đường sắt đến từ Wrocław. Thành quả là Bảo tàng Đường sắt ở Silesia ở Jaworzyna Śląska chính thức được thành lập vào năm 2004. Bảo tàng nằm trong khuôn viên của nhà kho đầu máy hơi nước lịch sử được xây dựng vào năm 1907 và được mở rộng vào các năm 1914, 1933 và 1960.  
Từ năm 2005, Bảo tàng Đường sắt ở Silesia hoạt động dưới sự giám sát của Bộ Văn hóa và Di sản Quốc gia (Ba Lan). Năm 2016, Bảo tàng trở thành một chi nhánh của Quỹ Bảo vệ Di sản Công nghiệp Silesia.  

## Triển lãm

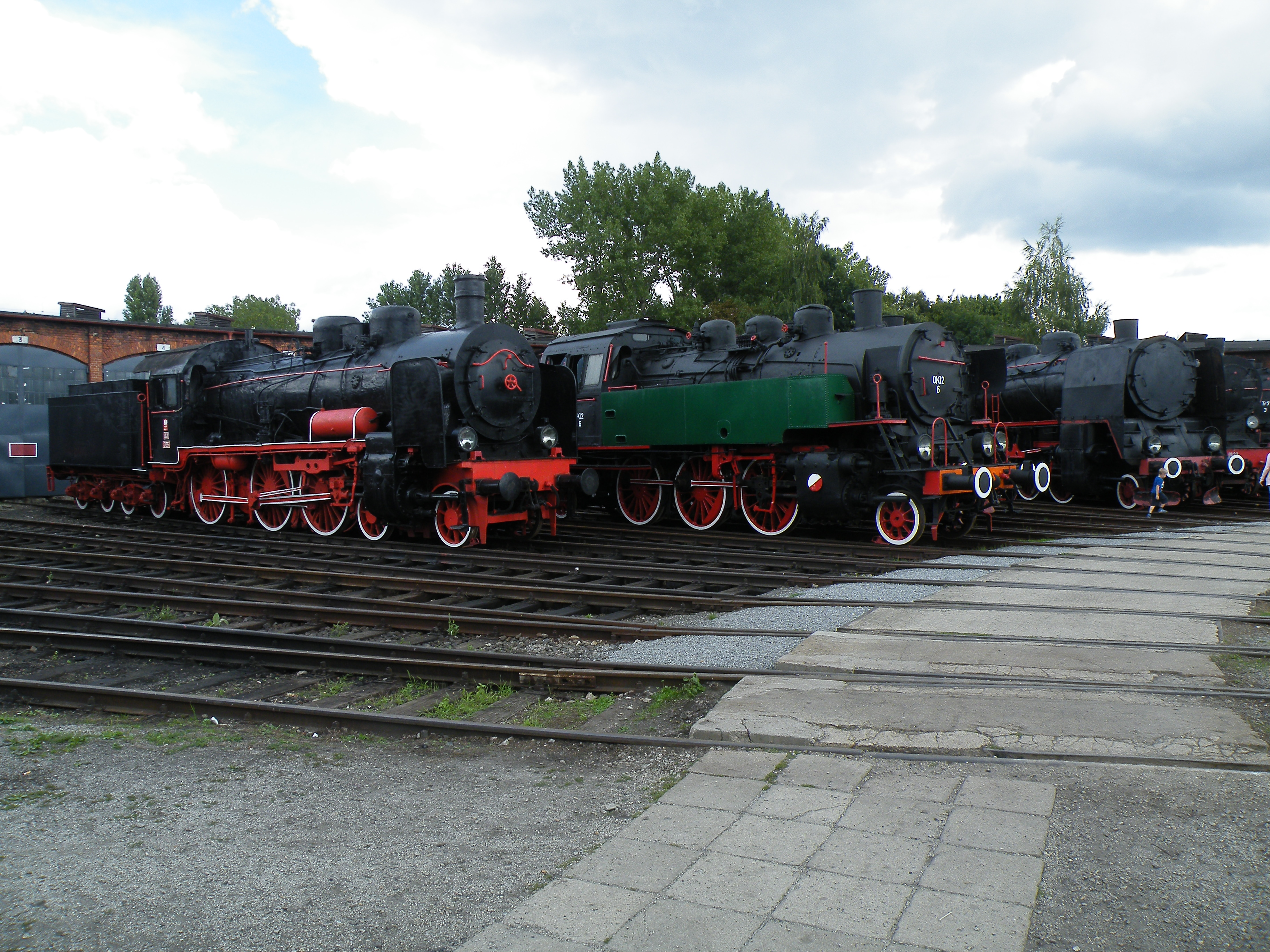
Đầu máy hơi nước Ok1-325, OKl2-6 và Ty45-20

Bộ sưu tập của Bảo tàng Đường sắt ở Silesia ở Jaworzyna Śląska hiện đang bao gồm các triển lãm tiêu biểu sau:
- Đầu máy hơi nước TKh2-12 của Union Giesserei, được sản xuất vào năm 1890

- Đầu máy hơi nước TKi3-23 của Hohenzollern, được sản xuất vào năm 1903

- Đầu máy hơi nước Ok1-325 của Henschel und Sohn Kassel, được sản xuất vào năm 1921

- Đầu máy hơi nước TKt48-18, được sản xuất vào năm 1951 - đầu máy duy nhất còn hoạt động trong bộ sưu tập của Bảo tàng[4]